# Il racconto del sergente della legge
Il prologo e il racconto del sergente della legge (The Man of Law's Prologue and Tale) è la quinta novella scritta da Geoffrey Chaucer all'interno de I racconti di Canterbury.
L'oste ricorda ai suoi compagni pellegrini di non perdere il loro tempo, perché a differenza del denaro, il tempo non si può recuperare. Chiede allora al sergente della legge di raccontare la prossima novella: il pellegrino accetta, scusandosi però di non essere un abile cantastorie e che sicuramente avrebbe narrato una novella già narrata da Chaucer.

## Trama

### Prologo
Il sergente della legge apre il racconto con un prologo riguardante le sfortunate circostanze che comporta la povertà. Rimarca poi la fortuna che hanno i mercanti, con il cui denaro si mantengono i lussi: la storia che si appresta a raccontare, gli è stata precedentemente narrata infatti da un mercante.

### Racconto
Il sultano musulmano della Siria decise di convertire il suo intero sultanato (incluso lui stesso) al Cristianesimo, in modo da persuadere l'imperatore di Roma a donargli la figlia in sposa, Costanza. La madre del sultano e i suoi sudditi però decisero di non rinnegare la loro fede all'Islam, segretamente.
La madre suggerì al figlio che le sarebbe piaciuto intrattenere gli ospiti cristiani ad un banchetto, prima delle nozze. Lì riesce dunque a mettere in atto il suo piano: eliminare suo figlio e tutti i cristiani presenti, ad eccezione di Costanza, che fu posta in una barca e lasciata al mare con una scorta di cibo. Dopo anni di navigare incessante, Costanza riesce così a sbarcare presso le coste del Northumberland, dove un agente di polizia e sua moglie, Ermenegilda, le offrirono rifugio: Costanza riesce dunque a convertirli al Cristianesimo. Il Diavolo, però, fece sì che un giovane cavaliere entrasse di nascosto nella camera della (candida) Ermenegilda e l'assassinasse: il pugnale, con cui venne uccisa la donna, venne riposto accanto a Costanza, che dormiva nella stessa stanza. Quando il marito tornò a casa, accompagnato da Alla, il Re di Northumberland, trovò la moglie assassinata: dunque raccontò la storia di come aveva trovato Costanza e Alla iniziò a provare compassione per la giovane. Decise di indagare sull'omicidio di Ermenegilda: non appena il cavaliere, che uccise la donna, stava giurando che Costanza fosse la vera assassina, venne colpito dall'alto e i suoi occhi iniziarono ad ardere, provando la sua colpevolezza ad Alla. Il cavaliere fu giustiziato, Alla e molti altri si convertirono al Cristianesimo e il Re e la giovane Costanza si sposarono.
Mentre Alla è lontano in Scozia, Costanza diede alla luce un bambino, a cui venne dato il nome di Maurizio: la madre di Alla, Donegilda, intercetta la lettera di Costanza destinata al marito Alla e la sostituisce con una contraffatta, in cui il bambino viene descritto come sfigurato e stregato. Intercetta poi anche la risposta di Alla, in cui il marito dichiara che il figlio doveva essere amato ed allevato anche se appariva informe: Donegilda sostituisce anche questa lettera, scrivendo che Costanza e suo figlio dovessero essere banditi e allontanati sulla stessa barca con cui sono arrivati nel Northumberland. Il Re, tornato dalla Scozia, scopre ciò che è accaduto ed uccide la madre, Donegilda.
Dopo diverse avventure attraverso il mare, Costanza giunge a Roma, dove si riunisce ad Alla quando questo era in pellegrinaggio a Roma, per riparare al matricidio commesso. La donna si riunì anche con il padre, l'Imperatore: Alla e Costanza ritornarono in Inghilterra, ma il Re morì dopo un anno, così che Costanza e Maurizio ritornarono, ancora una volta, a Roma. Maurizio divenne il successivo Imperatore.
Il sergente della legge conclude così la sua storia: l'oste chiede poi all'Indulgenziere di raccontare la prossima storia, ma il pellegrino rimprovera l'oste per le sue bestemmie e i due iniziano a litigare.